# Anepalpus hystrix
Anepalpus hystrix är en tvåvingeart som beskrevs av Townsend 1931. Anepalpus hystrix ingår i släktet Anepalpus och familjen parasitflugor.
Artens utbredningsområde är Peru. Inga underarter finns listade i Catalogue of Life.